# Kronprinzenpokal 1913/14
Der Kronprinzenpokal 1913/14 war die sechste Auflage des Fußball-Pokalwettbewerbs, in dem die Auswahlmannschaften der Regionalverbände des Deutschen Fußball-Bundes gegeneinander antraten. Sieger wurde zum zweiten Mal die Auswahl Norddeutschlands, die das Finale gegen Mitteldeutschland gewann.

## Teilnehmende Verbände
| Nordostdeutschland | Baltischer Rasen- und Wintersport-Verband  |
| Südostdeutschland  | Südostdeutscher Fußball-Verband            |
| Brandenburg        | Verband Brandenburgischer Ballspielvereine |
| Mitteldeutschland  | Verband Mitteldeutscher Ballspiel-Vereine  |
| Norddeutschland    | Norddeutscher Fußball-Verband              |
| Westdeutschland    | Westdeutscher Spiel-Verband                |
| Süddeutschland     | Verband Süddeutscher Fußball-Vereine       |

## Viertelfinale
| Datum            |                   | Ergebnis  | !Stadion                                                   |
| ---------------- | ----------------- | --------- | ---------------------------------------------------------- |
| 12. Oktober 1913 | Süddeutschland    | 3:2 (0:2) | Westdeutschland \|Mannheim, VfR-Platz an den Brauereien    |
| 12. Oktober 1913 | Mitteldeutschland | 2:1 (2:1) | Südostdeutschland \|Leipzig, Sportfreunde-Park             |
| 12. Oktober 1913 | Brandenburg       | 3:1 (1:0) | Nordostdeutschland \|Berlin, Britannia-Platz Schmargendorf |

Freilos: Norddeutschland

## Halbfinale
| Datum            |                 | Ergebnis             | !Stadion                                                    |
| ---------------- | --------------- | -------------------- | ----------------------------------------------------------- |
| 9. November 1913 | Süddeutschland  | 1:2 n. V. (1:0, 1:1) | Mitteldeutschland \|Nürnberg, Platz des 1. FCN Zerzabelshof |
| 8. Februar 1914  | Norddeutschland | 3:2 (2:2)            | Brandenburg \|Hannover, Radrennbahn                         |

## Finale
| Paarung           | Norddeutschland – Mitteldeutschland |
| Ergebnis          | 2:1 (1:1) |
| Datum             | 22. Februar 1914 |
| Stadion           | Deutsches Stadion, Berlin |
| Zuschauer         | 15.000 |
| Schiedsrichter    | Robert Knab (Stuttgart) |
| Tore              | 1:0 Harder (32.), 1:1 Pömpner (43.), 2:1 Queck (85.) |
| Norddeutschland   | Walter Gamerdinger (FC Union 03 Altona) – Franz Dette (Braunschweiger FC Eintracht), Hans Reese (FV Holstein Kiel) – Hugo Fick (FV Holstein Kiel), Ernst Eikhof (SC Victoria Hamburg), Paul Zeidler (Braunschweiger FC Eintracht) – Adolf Gehrts (SC Victoria Hamburg), Adolf Jäger (Altonaer FC 1893), Otto Harder (Hamburger FC 1888), Richard Queck (Braunschweiger FC Eintracht), Ernst Möller (FV Holstein Kiel) |
| Mitteldeutschland | Johannes Schneider (VfB Leipzig) – Willy Völker (VfB Leipzig), Ernst Rokosch (SpVgg 1899 Leipzig) – Paul Michel (VfB Leipzig), Eduard Pendorf (VfB Leipzig), Otto Hofmann (FC Wacker Leipzig) – Paul Ketscher (BV Olympia Leipzig), Georg Rackwitz (Hallescher FC Wacker), Robert Winkler (Dresdner SV Guts Muts), Paul Pömpner (VfB Leipzig), Arthur Gaebelein (Hallescher FC Hohenzollern)                          |

## Die Siegermannschaft
Nachfolgend ist die Siegermannschaft mit Einsätzen und Toren der Spieler angegeben.
| Norddeutschland | |
|                 | - Tor: Walter Gamerdinger (FC Union 03 Altona) (2/-) - Abwehr: Franz Dette (Braunschweiger FC Eintracht) (1/-), Oskar Lüdecke (Altonaer FC 1893) (1/-), Hans Reese (FV Holstein Kiel) (2/-) - Mittelfeld: Ernst Eikhof (SC Victoria Hamburg) (2/-), Hugo Fick (FV Holstein Kiel) (2/-), Paul Zeidler (Braunschweiger FC Eintracht) (2/-) - Sturm: Adolf Gehrts (SC Victoria Hamburg) (2/-), Otto Harder (Hamburger FC 1888) (2/1), Adolf Jäger (Altonaer FC 1893) (2/2), Ernst Möller (FV Holstein Kiel) (2/-), Richard Queck (Braunschweiger FC Eintracht) (2/2) - Trainer: – |

## Erfolgreichster Torschütze
| Spieler         | Verein        | Tore |
| --------------- | ------------- | ---- |
| Gottfried Fuchs | Karlsruher FV | 3    |
| Paul Pömpner    | VfB Leipzig   | 3    |